# San José del Rodeo
San José del Rodeo är en ort i Mexiko.   Den ligger i kommunen Guanajuato och delstaten Guanajuato, i den centrala delen av landet, 270 km nordväst om huvudstaden Mexico City. San José del Rodeo ligger 1 928 meter över havet och antalet invånare är 1 113.
Terrängen runt San José del Rodeo är kuperad åt nordost, men åt sydväst är den platt. Runt San José del Rodeo är det ganska tätbefolkat, med 239 invånare per kvadratkilometer. Närmaste större samhälle är Guanajuato, 11,7 km norr om San José del Rodeo. Trakten runt San José del Rodeo består i huvudsak av gräsmarker.